# Colophon
Colophon — род жуков из семейства рогачей.

## Описание
Жуки не способные летать. Все виды этого рода эндемики Южной Африки.

## Замечания по охране
Один из видов — Colophon primosi, занесён в международную красную книгу и находится на грани вымирания.
Все виды рода внесены в перечень насекомых экспорт, реэкспорт и импорт которых регулируется в соответствии с Конвенцией о международной торговле видами дикой фауны и флоры, находящимися под угрозой исчезновения (СИТЕС)..

## Виды
Colophon barnardi

Colophon berrisfordi

Colophon cameroni

Colophon cassoni

Colophon eastmani

Colophon endroedyi

Colophon haughtoni

Colophon izardi

Colophon kawaii

Colophon montisatris

Colophon neli

Colophon oweni

Colophon primosi

Colophon stokoei

Colophon thunbergi

Colophon westwoodi

Colophon whitei